# 熊崎勝彥
熊崎勝彥（1942年1月24日—2022年5月13日）曾任日本職業棒球聯賽專員。 自2014年起擔任棒球大臣（NPB）。他因賭博等諸多原因而被處罰。他已經把回歸2020年奧運棒球比赛视为關鍵。